# Tarn Taran Sahib
Tarn Taran Sahib ist eine Stadt im indischen Bundesstaat Punjab.
Die Stadt ist Hauptstadt des Distrikt Tarn Taran. Tarn Taran Sahib hat den Status eines Municipal Council. Die Stadt ist in 19 Wards gegliedert.

## Geschichte
Tarn Taran Sahib wurde vom fünften Sikh-Guru Arjan Dev (1563–1606) gegründet. Er legte den Grundstein für den Sri Tarn Taran Sahib Tempel, der der Stadt noch heute eine hohe Bedeutung unter religiösen Sikhs verleiht. Tarn Taran Sahib war Teil der Bhangi-Sikh-Dynastie, die von 1716 bis 1810 von einer mächtigen Sikh-Familie des Dhillon-Clans regiert wurde. Später fiel die Stadt an die Briten und wurde bei der Teilung Indiens 1947 schließlich der neu geschaffenen Republik Indien zugeschlagen.
Die Stadt war in den 1980er und frühen 1990er Jahren ein Zentrum des Sikh-Aufstands. Tarn Taran Sahib wurde als Hauptstadt von Khalistan, der von Separatisten ausgerufenen unabhängigen Sikh-Nation, vorgeschlagen.
Seit 2006 ist die Stadt Hauptstadt des neu geschaffenen Distrikts Tarn Taran.

## Demografie
Die Einwohnerzahl der Stadt liegt laut der Volkszählung von 2011 bei 66.847. Tarn Taran Sahib hat ein Geschlechterverhältnis von 913 Frauen pro 1000 Männer und damit einen für Indien üblichen Männerüberschuss. Die Alphabetisierungsrate lag bei 79,33 % im Jahr 2011. Knapp 76 % der Bevölkerung sind Sikhs, ca. 23 % sind Hindus und ca. 2 % gehören einer anderen oder keiner Religion an. 11,1 % der Bevölkerung sind Kinder unter 6 Jahren.

## Wirtschaft
Der Hauptwirtschaftszweig in der Region ist Landwirtschaft und Agroindustrie, mit sehr wenigen anderen Industrien.

## Infrastruktur
Die Stadt ist über ihren Bahnhof mit dem Rest Indiens verbunden. Der Bahnhof Tarn Taran befindet sich auf der Strecke Amritsar-Khemkaran

## Sehenswürdigkeiten
Gurdwara Sri Tarn Taran Sahib, ein bekannter Sikh-Schrein, befindet sich im zentralen Teil der Stadt.